# Nicolas Brulart de Sillery
Pour les articles homonymes, voir Brûlart et Brûlart de Sillery.
Nicolas Brulart de Sillery, né le 17 décembre 1544 et mort le 1er octobre 1624, est un homme d'État français, garde des sceaux puis chancelier de France.

## Biographie
Issu d'une famille de magistrats, Nicolas Brulart de Sillery est le fils aîné de Pierre III Brûlart, seigneur de Berny, conseiller au parlement, puis président de la troisième chambre des enquêtes, et de Marie Cauchon, dame de Sillery et de Puisieux.
Il devient conseiller au parlement de Paris reçu le 18 juin 1568, Conseiller du Roi en Ses Conseils le 30 mai 1573,, puis maître des requêtes en 1574, président en la chambre des enquêtes le 18 décembre 1584, 6éme président à mortier au parlement de Paris le 24 février 1597 après la mort du président Jean Le Maistre, pour la somme de 16 000 écus, soit ~2 200 000 €.

Nicolas Brulart de Sillery

Parallèlement, il mène une carrière diplomatique à la demande de Henri III qui le charge d'une mission en Suisse en 1589. Sous Henri de Navarre il retourne négocier avec les Suisses et les Grisons en 1595 et 1602. En 1598, il assiste le chancelier de Bellièvre aux négociations de la paix de Vervins entre la France, l'Espagne et la Savoie. Il obtient du pape l'annulation du mariage d'Henri IV et de Marguerite de Valois et conclut le remariage du roi avec Marie de Médicis. Avec le Président Jeannin, il négocie le traité de Lyon qui met fin au conflit franco-savoyard le 17 janvier 1601.
Il est nommé garde des sceaux en décembre 1604, prête serment le 3 janvier 1605, par Lettres vérifiées le 14 mars 1605, puis chancelier de Navarre en 1605, il succède à Calignon et chancelier de France par Lettres du 10 septembre 1607, succédant pour ce dernier poste à Pomponne de Bellièvre.
Proche de Marie de Médicis, et partageant avec elle l'opinion de la nécessité d'un rapprochement avec l'Espagne, il essaye d'en convaincre le roi Henri IV, mais en vain. En 1610, juste après l'assassinat par Ravaillac, il fait déclarer régente Marie de Médicis, et écarte le prince du sang Henri II de Bourbon-Condé. Cependant, il entre en conflit avec Concino Concini qui finit par obtenir qu'il rende les sceaux le 28 avril 1616, à Tours.
Il reste chancelier, charge tenue à vie, mais, sans les sceaux, il n'a plus aucun moyen d'action sur le gouvernement. Les sceaux sont donnés à Guillaume du Vair, puis Luynes, Méry de Vic, et Lefèvre de Caumartin, avant que Brulart de Sillery ne les récupère le 23 janvier 1623. Richelieu, inspiré par La Vieuville, les lui retire le 2 janvier 1624, pour les confier à Étienne Ier d'Aligre.
La même année 1624, il se retire dans sa terre de Sillery, qui avait été érigé en marquisat en 1619 et meurt le 1er octobre 1624, à 79 ans. Il est inhumé à Marines près de Pontoise.

## Mariage et descendance
Il épouse le 24 novembre 1574 Claude Prudhomme, fille puînée de Louis, seigneur de Fontenay-en-Brie, Trésorier de France à Rouen, et de Marie de Lhuillier de Boullencourt. De cette union naissent deux fils (?) et cinq filles : 
- Pierre IV Brûlart de Sillery, secrétaire d'État
- Henry (v.1586-1602), mort à Paris, à l'âge de seize ans au collège de Navarre
- Nicolas mort à six mois
- Marie, religieuse aux Filles-Dieu de Paris, morte en 1628
- Isabeau, mariée le 30 juillet 1601 à Gaspard Dauvet des Marêts
- Claude, mariée en 1605 avec Nicolas de Bellièvre
- Charlotte et Magdeleine, mortes jeunes

### Armoiries et titres
Les armes de la famille Brulart se blasonnent ainsi : « De gueules, à la bande d'or, chargée d'une traînée tortillée de sable, et de cinq barils de même, trois d'un côté et deux de l'autre, alternés. ».
Il est chevalier, marquis de Sillery, vicomte de Puisieux et de Ludes, baron de Boursault, seigneur de Marines, de Breauçon, de Versenay, d'Atilly et de Berni. Il était petit-cousin de Pierre Brulart de Genlis.